# Eutonella peltopsychoides
Eutonella peltopsychoides är en nattsländeart som beskrevs av Mueller 1921. Eutonella peltopsychoides ingår i släktet Eutonella och familjen smånattsländor. Inga underarter finns listade i Catalogue of Life.